# ألويس نيبيل
ألويس نيبيل (بالتشيكية: Alois Nebel) هو فيلم دراما رسوم متحركة تشيكي أنتج سنة 2011، الفيلم من إخراج توماش لوناك. الفيلم يستند إلى ثلاثية الكتب المصورة التي كتبها ياروسلاف روديش ورسم يارومير 99. تدور أحداث الفيلم في أواخر الثمانينات في قرية صغيرة في جبال جيسينيك، بالقرب من الحدود البولندية، ويحكي قصة سائق قطار يبدأ في المعاناة من الهلوسة حيث يتلاقى الحاضر مع الماضي المظلم لفرار وطرد الألمان بعد الحرب العالمية الثانية.
حُركت الرسوم ذات اللونين الأبيض والأسود من خلال تقنية روتوسكوبينج واستخدم شخصية المخرج ميروسلاف كروبوت كشخصية رئيسية. أختير الفيلم لدخول تشيك لجائزة الأوسكار لأفضل فيلم بلغة أجنبية في النسخة 84 من حفل توزيع جوائز الأوسكار، لكنه لم يصل إلى القائمة النهائية. رغم ذلك، فاز بجوائز الفيلم الأوروبي لأفضل فيلم رسوم متحركة.

## قائمة الممثلين
- Miroslav Krobot بدور ألويس نيبيل
- Marie Ludvíková بدور كفيتا
- Leoš Noha بدور Wachek
- كاريل رودن بدور The Mute
- Alois Švehlík بدور Old Wachek
- Ondřej Malý بدور أولدا
- Jan Sedal بدور شوكين
- Tereza Voříšková بدور Dorothe
- ماريك دانيال بدور الطبيب النفسي
- سيمونا بابكوفا بدور بيرتا
- إيفان ترويان بدور مدير السكك الحديدية التشيكية

## عرض الفيلم
عُرض الفيلم لأول مرة خارج المنافسة في النسخة 68 من مهرجان البندقية السينمائي في 4 سبتمبر 2011. وعُرض أيضًا في مهرجان تورونتو السينمائي الدولي سنة 2011. كان من المقرر إطلاقه في جمهورية التشيك في 29 سبتمبر 2011 من خلال شركة ايروفيلم.